# Russula integra
Espèce
Russula integra, la Russule intègre, est une espèce de champignons (Fungi) basidiomycètes de la famille des Russulaceae.

## Description
Le chapeau fait de 8 à 15 cm de diamètre. Il est d'abord à peu près de forme sphérique et devient ensuite plat ou déprimé. La cuticule est brillante, de couleur variable, mais est habituellement brune et teintée de violet, pourpre, jaune ou vert. Les lamelles sont fines, bien espacées, facilement émiettables en petits morceaux, d'abord blanches et devenant d'un jaune éclatant à terme. Le pied est épais et blanc, mais présente des taches jaunes ou rousses avec l'âge. La chair est blanche, très ferme, et a une saveur douce. L'impression de spores est jaune-ocre. Elles sont fortement elliptiques. Le pied fait 6 à 10 cm de long sur 2 à 3 cm de diamètre.

## Comestibilité
Les auteurs de « la grande encyclopédie des champignons » prétendent que l'espèce a une texture croquante et un goût de noisette. C'est un champignon largement consommé dans le Nord de l'Europe. David Arora affirme que l'espèce est bonne quand elle est jeune. Il existe des espèces de comestibilité inconnue qui ressemblent à cette espèce. Selon une étude de 1878, l'empoisonnement avec cette espèce a été fréquent mais il est devenu plus rare. L'étude a conclu que la cuisson longue le débarrasse de ses propriétés toxiques, mais que les processus culinaires rapides comme les grillades ne le font pas. Dans un manuel de 1871, Mordecai Cubitt Cooke déclare que la saveur de l'espèce est très douce.

## Habitat
David Arora a déclaré que l'espèce est largement répandue et peut généralement être trouvée disséminée sous les conifères. Les auteurs de la grande encyclopédie des champignons disent que l'espèce peut souvent être trouvée dans les forêts d'épicéas et de sapins en montagne.

## Galerie

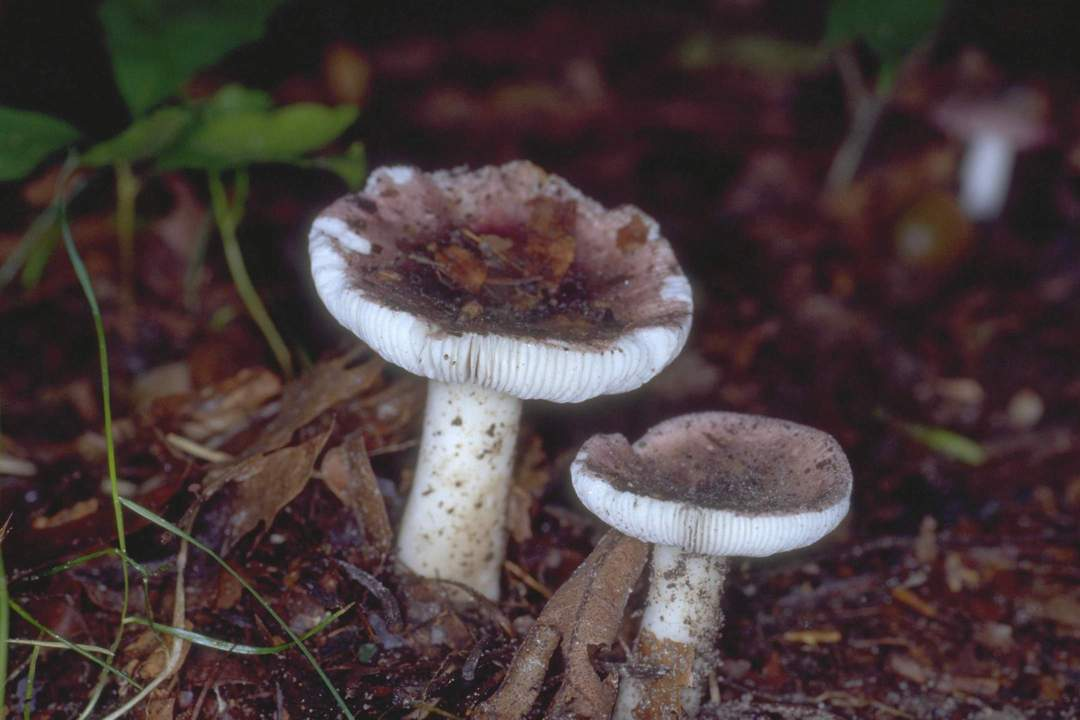
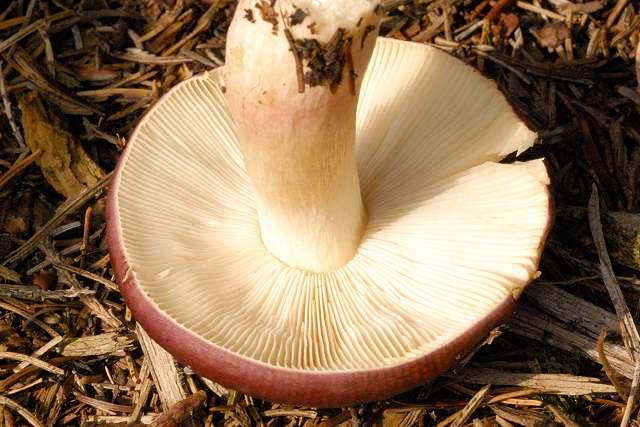
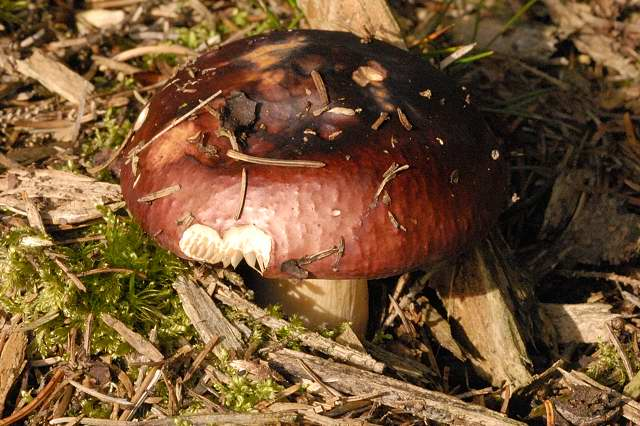